# Neoalbatrellus caeruleoporus
Neoalbatrellus caeruleoporus es una especie de hongo de la familia Russulaceae. Esta especie se distingue por su color azulado. 

## Sinonimia
Albatrellus caeruleoporus (Peck) Pouzar

## Clasificación y descripción de la especie
Basidioma infundibuliforme, con margen ligeramente incurvado y la superficie lisa, fibrilosa o velutina, a ligeramente escamosa, con escamas pequeñas planas, de color pardo obscuro, y el resto anaranjado-grisáceo con tonos azul-grisáceos. Su himenóforo está compuesto por poros angulares, con borde lacerado, decurrentes, blanquecinos con tonos azulados, que se tornan de color anaranjado a pardo-anaranjado cuando seco. Presenta un estípite fibriloso a reticulado, más evidente hacia la base, observándose el retículo de color pardo obscuro. Sus basidiosporas son de 4-5.2 x 3.2-4.4 µm, ampliamente elipsoides e inamiloides, y con un sistema hifal monomítico de hifas septadas, de pared delgada a subgruesa y sin fíbulas.

## Distribución de la especie
En México se encuentra en Durango y Nuevo León y Jalisco. También se ha colectado en América del Norte, este de Asia, y en China.

## Ambiente terrestre
Se encuentra creciendo solitario, en el suelo de bosques de pino-encino (Pinus y Quercus).

## Estado de conservación
Se conoce muy poco de la biología y hábitos de los hongos, por eso la mayoría de ellos no se han evaluado para conocer su estatus de riesgo (Norma Oficial Mexicana 059).

## Importancia cultural y usos
Algunos de los componentes bioactivos que tiene este organismo presentan actividades citotóxicas de líneas celulares cancerígenas.